# Semra Sar
Semra Sar (bürgerlich Semra Dordağ; * 29. November 1943 in Giresun) ist eine türkische Schauspielerin.

## Leben und Karriere
Sar wurde am 29. November 1943 in Giresun geboren. Sie studierte an der Mimar Sinan Üniversitesi. Ihr Debüt gab sie 1961 in dem Film Tatlı Günah. Zu ihren bekanntesten Werken gehören Filme wie Bahriyeli Ahmet, Severek Ayrılalım und Hayat mı Bu?
Semra Sar wurde 1973 mit dem Altın Portakal-Preis für die beste Nebendarstellerin ausgezeichnet. Ihr letzter Film war Babaların Günahı. Später zog sie sich aus der Filmbranche zurück. Sie ist mit Cengiz Cömert verheiratet. Das Paar hat zwei Kinder.

## Filmografie (Auswahl)
- 1961: Bir Demet Yasemen
- 1961: Tatlı Günah
- 1962: Acı ve Tatlı
- 1962: Aramıza Kan Girdi
- 1962: Cehennem Yolcuları
- 1962: Kurşun Yağmuru
- 1962: Rıfat Diye Biri
- 1962: Şeytan Bunun Neresinde
- 1963: Aşka Tövbe
- 1963: Bahriyeli Ahmet
- 1963: Başımı Belaya Sokma
- 1963: Cinayet Gecesi
- 1964: Bana Derler Külhanlı
- 1964: Gecelerin Kadını
- 1964: Günahsız Katiller
- 1964: Hayat Kavgası
- 1964: Kara Şahin
- 1964: Satılık Kızlar
- 1964: Tophaneli Osman
- 1965: Bekri Mustafa
- 1965: Hacı Baba
- 1965: Kadın Okşanmak İster
- 1972: Hayat mı Bu
- 1973: Babaların Günahı